# Gazety wojenne
Gazety wojenne – polski magazyn o tematyce II wojny światowej, wydawany w latach 1998–2000, bogato ilustrowany.

## Opis
Magazyn dzielił się na następujące rubryki:
- Tego dnia – ważne wydarzenia i etapy konfliktu
- Panorama – mapy operacji, ilustracje bitew, uzbrojenia, umundurowania
- Postacie – portrety znaczących osób, wpływających na losy wojny
- Widziane z bliska
- Świadkowie mówią
- Życie codzienne o wielu nieznanych faktach i ciekawostkach

W sumie zostało wydanych 120 części do skompletowania w segregatorach. Do każdego wydania dodany był reprint gazety z danego okresu, plakatu czy dokumentu. Ostatnia strona magazynu prezentowała umundurowanie żołnierza z danych sił zbrojnych.
Ukazało się również 10 wydań specjalnych (Gazety wojenne filmy) z filmami na kasetach VHS.
Numery Gazet wojennych wraz z opisem:
Numer 1: Wybuchła wojna
Po południu 31 sierpnia 1939 roku Hitler podpisał ściśle tajny rozkaz napaści na Polskę następnego dnia o świcie. Wcześniej rozkazał swej armii: „bądźcie bez litości, bądźcie brutalni, nasza przewaga daje nam wszystkie prawa”.
Numer 2: Anglia i Francja przystępuje do wojny
Tym razem Hitler pomylił się. Na pytanie, które zadał w swym wystąpieniu 1 września 1939 roku: „Dlaczego Anglicy i Francuzi mieliby umierać za Gdańsk?”, Wielka Brytania i Francja zareagowały dwa dni później wypowiedzeniem wojny.
Numer 3: Westerplatte
Obrona Westerplatte stała się symbolem bohaterstwa żołnierzy polskich. Przyczółek, który miał bronić się tylko 12 godzin, wytrwał cały tydzień...
Numer 4: Agresja ZSRR na Polskę
Wkroczenie Armii Czerwonej na wschodnie tereny Polski przesądziło o losach naszego państwa. pod pretekstem, że nie istnieje ona już jako jednostka państwowa, ZSRR wprowadziło w życie tajne postanowienia paktu Ribbentrop-Mołotow.
Numer 5: Upadek Warszawy
Niemcom zależało na jak najszybszym zdobyciu stolicy Polski – symbolu jej państwowości. Nieufortyfikowane i nieprzygotowane do obrony miasto stało się teatrem zaciekłych walk, w których szczególnie ucierpiała ludność cywilna.
Numer 6: III Rzesza – mity i rzeczywistość
Niepokonana Tysiącletnia Rzesza. Mit potęgi Wielkich Niemiec oszołomił zarówno społeczeństwo Europy, jak i polityków całego świata. Gdyby choć podejrzewali, jak było naprawdę...
Numer 7: Powstanie Generalnego Gubernatorstwa
Hitlerowski okupant wprowadził swe prawo na ziemiach okupowanej Polski. Nie wszystkie obszary otrzymały ten sam status administracyjny. Część została całkowicie wcielona do Rzeszy. Reszta stała się Generalnym Gubernatorstwem.
Numer 8: Agresja ZSRR na Finlandię
Wojenne losy niewielkiej Finlandii zaatakowanej w listopadzie 1939 roku przez Związek Radziecki nie są dostatecznie znane. Agresja ta, w czasie której Finowie dali godny podziwu przykład brawury i patriotyzmu, stanowi ważną część historii II wojny światowej.
Numer 9: Dziwna wojna
Sojusznicy Polski zwlekali z rozpoczęciem działań wojennych. Czy liczyli na uratowanie pokoju? Czy może ich armie nie były jeszcze gotowe? Choć Paryż i Londyn przywdziały szatę wojenną, na ruchy wojsk trzeba było czekać 8 długich miesięcy.
Numer 10: Niemcy atakują Danię i Norwegię
W hitlerowskich planach podboju Europy Norwegia stanowiła punkt strategiczny. Stąd można było zagrozić Anglii na północnym Atlantyku i ubezpieczyć szlaki transportowe szwedzkiej rudy dla niemieckiego przemysłu.
Numer 11: Blitzkrieg na Zachodzie
Rozpoczynając natarcie na Zachód, Niemcy dysponowali w tym rejonie siłami mniejszymi od sił przeciwnika. Jedyna ich przewagą była nowoczesna, już wypróbowana na froncie polskim, taktyka Blitzkriegu.
Numer 12: Kampania francuska
Realizując „plan Mansteina” wojska niemieckie parły w kierunku morza. Armie alianckie próbowały kontratakować, jednak – zmuszone do odwrotu – wycofały się. Jednocześnie rozpoczął się exodus ludności cywilnej Belgii i północnej Francji.
Numer 13: Włochy przystępują do wojny
Tak jak Europa się tego spodziewała, Mussolini opowiedział się po stronie III Rzeszy i zdecydował o przystąpieniu Włoch do wojny. Brak precyzyjnej strategii i złe uzbrojenie armii włoskiej obróci wniwecz międzynarodowe plany Duce.
Numer 14: Upadek Paryża
Po zaciętych walkach w południowo-zachodniej części kraju, mimo waleczności swych wojsk, Francja zmuszona była podpisać zawieszenie broni. W ciągu zaledwie jednego poranka Paryż stał się miastem niemieckim.
Numer 15: Bitwa o Anglię
Po klęsce Francji Hitler sądził początkowo, że Wielka Brytania skwapliwie zaakceptuje jego propozycje pokojowe. Jednakże wobec milczenia z jej strony, nakazał opracowanie w ciągu sześciu tygodni planu uderzenia na Wyspy Brytyjskie.
Numer 16: Polska – rok później
W okupowanej Polsce szybko powstały podziemne organizacje wojskowe. Pomimo początkowego braku synchronizacji ich działań, na terenie całego kraju prowadzone były partyzanckie działania zbrojne oraz dywersja.
Numer 17: Pakt Trzech
Aby zapobiec włączeniu się Stanów Zjednoczonych do wojny, Niemcy i Włochy postanowiły zdobyć nowych sojuszników. Ich wysiłki skierowały się w stronę Japonii i Związku Radzieckiego, ale tylko Japonia zgodziła się przystąpić do Osi.
Numer 18: Włochy atakują Grecję
Samowolna inicjatywa Mussoliniego podyktowana była przede wszystkim ambicjami osobistymi. Duce nie przeczuwał, że nieprzemyślany atak Włoch na Grecję zniweczy wszelkie szanse na utrzymanie ich pozycji w Europie.
Numer 19: Bombardowanie Coventry
Bombardowanie Coventry stało się symbolem zniszczeń dokonanych przez Luftwaffe na brytyjskiej ziemi. Miało ono posłużyć za przestrogę i stać się groźbą dla stawiającego opór społeczeństwa Anglii.
Numer 20: Operacja „Compass”
10 czerwca 1940 roku Włochy przyłączyły się do wojny, jaką III Rzesza prowadziła przeciw Francji i Wielkiej Brytanii. Począwszy od tego dnia, Anglia musiała stawić czoła drugiemu frontowi jaki utworzył się u wybrzeży Morza Śródziemnego.
Numer 21: Rommel ląduje w Afryce
Włoska porażka na froncie afrykańskim zmusiła Hitlera do przyjścia Mussoliniemu z odsieczą. W lutym 1941 roku do brzegów Trypolitanii przybiły pierwsze jednostki dowodzonego przez generała Rommla Afrika Korps.
Numer 22: U-booty przeciwko konwojom
Konwoje statków handlowych padały ofiarą niemieckich U-Bootów. Unieruchomienie transportu morskiego oznaczało przerwanie ciągłości dostaw surowców dla gospodarki państw alianckich, a tym samym jej zdławienie.
Numer 23: Atak na Jugosławię i Grecję
Starania Hitlera o przyłączenie się Jugosławii do grona zwolenników Paktu Trzech pozostały bezskuteczne. Jednocześnie rząd grecki po raz kolejny odrzucił niemiecka ofertę mediacji w konflikcie wojennym z Włochami...
Numer 24: Operacja Merkur
W 1939 roku Kreta, górzysta wyspa Morza Śródziemnego, pozbawiona znaczących bogactw naturalnych i nowoczesnego przemysłu, nie budziła szczególnego zainteresowania żadnego z uczestników konfliktu zbrojnego. Aż do jesieni 1940 roku...
Numer 25: Zatopienie Bismarcka
Mało kto wie, że w słynnym pościgu za królem niemieckich pancerników – „Bismarckiem” – uczestniczył ORP „Piorun”. Spoczywał na nim ciężar utrzymania łączności z „Bismarckiem” do czasu nadejścia ciężkich okrętów Royal Navy.
Numer 26: Armia Andersa
Wybuch wojny niemiecko-radzieckiej umożliwiło tworzenie na terenach Związku Radzieckiego oddziałów Armii Polskiej. Mimo trudności, jakie rząd ZSRR piętrzył przed polskim sztabem, uformowanym dywizjom udało się przejść na Bliski Wschód.
Numer 27: Barbarossa – niemiecka agresja na ZSRR
Ufając zapewnieniom paktu Ribbentrop-Mołotow, dowództwo radzieckie nie chciało uwierzyć w niemiecki atak na ZSRR i – w obawie przed prowokacją – zabraniało jakiejkolwiek riposty. Skutki tych decyzji okazały się tragiczne.
Numer 28: Japonia 1937-1941
Zaangażowanie Japonii w II wojnę światową było specyficznej natury. Aby to dostrzec i zrozumieć, należy cofnąć się w czasie...
Numer 29: Oblężenie Leningradu
Niemiecki plan „Barbarossa” przewidywał błyskawiczne zdobycie Leningradu, Kronsztadu oraz murmańskiej linii kolejowej. Jednak Leningrad trwał w bohaterskim oporze.
Numer 30: Wojna na Bliskim Wschodzie
Zdławienie proniemieckiego powstania w Iraku oraz podbój Syrii i Libanu przez wojska aliantów w lipcu 1941 roku należą do najmniej znanych epizodów historii II wojny światowej.
Numer 31: Bitwa o Moskwę
Po zagarnięciu Ukrainy Adolf Hitler osobiście podjął decyzję o momencie, w jakim miało nastąpić rozpoczęcie ofensywy na Moskwę. Józef Stalin stwierdził: „Lud rosyjski daje nam – dowódcom – ostatnią szansę. Jest nią obrona stolicy...”
Numer 32: Operacja Crusader
Kilkanaście bitew i potyczek, jakie złożyły się na operację „Crusader”, zaowocowało wycofaniem się Afrika Korps ze zdobytych pozycji. Mimo to Rommel nadal pozostawał groźnym przeciwnikiem, o czym wojska alianckie wkrótce się przekonają.
Numer 33: Pearl Harbor
Rząd Stanów Zjednoczonych liczył się z możliwością japońskiego ataku. Mimo to Ameryka łudziła się, że Japonia nie ośmieli się zadać ciosu, który odegrałby role iskry padającej na beczkę prochu.
Numer 34: Malezja, Singapur, Hong kong
Po zdruzgotaniu amerykańskich sił w Pearl Harbor, wojska japońskie zaatakowały jednocześnie Hong Kong, Malezję i Filipiny. Atak nastąpił 8 grudnia o świcie. Rozpoczęła się krwawa walka.
Numer 35: Konferencja w Wannsee
Konferencja w Wannsee stanowiła przełom w etapach eksterminacji ludności pochodzenia żydowskiego. Nie odpowiedziała jednak na podstawowe pytanie: kogo zaliczyć do grona „Żydów”?
Numer 36: Formacja Armii Krajowej
Początki zorganizowanej konspiracji sięgają jeszcze kampanii wrześniowej. Przez cały czas okupacji trwała praca nad tworzeniem precyzyjnej struktury wojskowej Polski Podziemnej – Armii Krajowej.
Numer 37: Bombardowanie Kolonii
Wraz z rozpoczęciem serii nalotów na miasta Rzeszy alianci liczyli na złamanie ducha ludności oraz na udowodnienie jej, iż imperium utworzone przez Hitlera nie jest ani wieczne, ani niepokonane.
Numer 38: Bitwa o Midway
Od momentu ataku na Pearl Harbor wydawało się, że panowanie Japonii na Pacyfiku jest tylko kwestią czasu. Nieoczekiwany amerykański odwet za „dzień hańby” unicestwił japońskie nadzieje.
Numer 39: Guadalcanal
7 lutego 1943 roku Japończycy z ciężkim sercem podejmują decyzję o ewakuacji swoich sił stacjonujących na wyspie Guadalcanal położonej w centralnej części archipelagu Wysp Salomona.
Numer 40: Tobruk i El-Alamein
El Alamein, położone 100 km na zachód od Aleksandrii, przeszło do historii jako miejsce, w którym rozegrała się, według słów marszałka Rommla, „bitwa decydująca o losach kampanii w Afryce”.
Numer 41: Akcja Wieniec
Rok 1942 był przełomowy dla Polski Podziemnej. Konspiracja ma już za sobą dwa lata działalności, pierwsze sukcesy i coraz większe doświadczenie w prowadzeniu walki zbrojnej. Akcja „Wieniec” dotyczyła sabotażu niemieckiego transportu kolejowego na front wschodni.
Numer 42: Operacja Torch
W piętnaście dni po rozpoczęciu brytyjskiej ofensywy pod El Alamein na pozycje Rommla, 8 listopada 1942 roku, rozpoczął się aliancki desant we francuskiej części Afryki Północnej.
Numer 43: Stalingrad
Niemiecka klęska pod Stalingradem definitywnie przekreśliła wszelkie nadzieje Hitlera na opanowanie Związku Radzieckiego. Od tej pory Führerowi i jego armiom towarzyszyć będą na wschodzie same porażki...
Numer 44: Katyń
Od lata 1941 roku trwały poszukiwania polskich jeńców więzionych w obozach w Kozielsku, Starobielsku i Ostaszkowie. Trzeba było dopiero inwazji Niemiec na ZSRR, by odkryć prawdę o ich losie.
Numer 45: Powstanie w getcie warszawskim
Tuż przed wybuchem wojny w Warszawie mieszkało około 80 tysięcy Żydów, którzy stanowili blisko 30% wszystkich mieszkańców. W znacznym stopniu zachowali oni swoją odrębność oraz tożsamość, nadając miastu swoisty koloryt.
Numer 46: Katastrofa w Gibraltarze
Naczelny wódz, generał Sikorski, po inspekcji oddziałów polskich na Bliskim Wschodzie powracał do Londynu. Tradycyjnie przerwa w podróży na tej trasie wypadała w Gibraltarze...
Numer 47: Kursk
Operacja na łuku kurskim opatrzona kryptonimem „Zitadelle” była ostatnią niemiecką ofensywą strategiczną na wielką skalę mającą na celu przejęcie inicjatywy na froncie wschodnim.
Numer 48: Od Sycylii do Linii Gustawa
Podjęta 19 stycznia 1943 roku decyzja o ataku na Sycylię podyktowana została przede wszystkim pragnieniem szefów sztabów alianckich, by opanować śródziemnomorskie szlaki komunikacyjne.
Numer 49: Kontrofensywa radziecka
Niemiecka ofensywa na łuku kurskim zakończyła się fiaskiem. Jej impet załamał się na radzieckich pozycjach obronnych. Od tej chwili Rosjanie przechodzą do kontrofensywy...
Numer 50: Bombardowanie Rzeszy
Już od roku III Rzesza nękana była nalotami bombowymi. Przybrały one na sile od 1943 roku, po konferencji w Casablance. Od tej pory dzień i noc na Niemcy padały alianckie bomby.
Numer 51: Lenino
Przez lata bitwa o Lenino przedstawiana była jako chluba i legenda polskiego oręża. Gdyby jednak nie odmowa dalszej walki ze strony polskiego dowództwa, 1 Dywizja Piechoty skazana byłaby na unicestwienie.
Numer 52: Tarawa i Wyspy Gilberta
Sukcesy USA na Pacyfiku spychają Japończyków z opanowanych przez nich pozycji. Jednak straty poniesione przez „marines” budziły wątpliwości co do taktyki obranej przez amerykańskie dowództwo...
Numer 53: Polacy na wszystkich frontach
W związku z rozbudową Polskich Sił Zbrojnych Naczelny Wódz zarządził w dniach 24 i 27 kwietnia 1942 roku w Wielkiej Brytanii naradę sztabową wyższych dowódców...
Numer 54: Ofensywa na Ukrainie i w Galicji
Od załamania się niemieckiej ofensywy pod Kurskiem w lipcu 1943 roku Wehrmacht wciąż cofa się pod nieprzerwanym naporem Armii Czerwonej, która w ciągu paru miesięcy odrzuciła okupanta o kilkaset kilometrów na zachód.
Numer 55: Birma i Chiny
Na początku 1944 roku Amerykanie opanowują Pacyfik Środkowy, wydzierając Japończykom w ciężkich walkach Wyspy Gilberta i Marshalla. Jednocześnie Brytyjczycy przygotowują się do rozpoczęci ofensywy lądowej w Birmie.
Numer 56: Monte Cassino
Połączone armie aliantów kierują się ku Rzymowi. By jednak do niego dotrzeć muszą pokonać masyw, nad którym góruje klasztor Monte Cassino. Kilkakrotnie przeprowadzane ataki nie przynoszą spodziewanego skutku. Po wielu miesiącach walk, w maju 1944 roku, zdobycie masywu z udziałem 2 Korpusu pod dowództwem generała Andersa otworzy aliantom drogę do stolicy Włoch.
Numer 57: D-Day
Aliancki desant u wybrzeży północnej Francji był majstersztykiem strategii. 6 czerwca 1944 roku Niemcy czekali na „prawdziwy” atak, tymczasem alianci już stawiali stopy na ziemi normandzkiej. „D-Day” zapoczątkował gigantyczną kampanię aliancką, mającą na celu zgniecenie niemieckiego potencjału wojskowego.
Numer 58: Walki w Normandii
Lądowanie aliantów w Normandii to tylko początek zmagań, które miały na celu ostatecznie roznieść w pył potęgę militarną Rzeszy. Niemcy stawiali zacięty opór. Nie jeden raz ofensywa była powstrzymywana, lecz nie zmieniło to już biegu wypadków.
Numer 59: Ofensywa radziecka w Polsce
Krok po kroku Armia Czerwona posuwała się coraz bardziej na zachód. Pierwsze jej jednostki wkroczyły na teren byłej Rzeczypospolitej już w styczniu 1944 roku. Od tej chwili obszar Polski stał się terenem krwawych walk, okupionych największą ceną – krwią jego mieszkańców.
Numer 60: Legiony antybolszewickie
Już od roku 1941 III Rzesza podjęła kroki mające na celu zjednoczenie w swych szeregach jak największej liczby ochotników, którym przyświecała idea walki z grożącą Europie „bolszewicką zarazą”. Pod zapożyczonym od słowackiego przywódcy, księdza Tiso, hasłem „antybolszewickiej krucjaty”, na front wschodni wyruszały legiony cudzoziemców, kierowanych pragnieniem zagrodzenia drogi Armii Czerwonej.
Numer 61: Powstanie warszawskie
1 sierpnia 1944 roku wybucha Powstanie Warszawskie. W oczach podejmującego decyzję dowództwa Armii Krajowej jest ono jedyną szansą na wyzwolenie Stolicy rękami żołnierzy Polskiego Państwa Podziemnego. Przerodzi się w rozpaczliwy bój o wolną Polskę, który odbije się szerokim echem na całym świecie, potwierdzając słowa, że „nikt tak jak Polak nie kocha wolności”.
Numer 62: Wyzwolenie Rzymu
Po zdobyciu Monte Cassino przed wojskami aliantów otwiera się możliwość dalszego wkroczenia na terytorium Włoch. Wprawdzie opanowanie Rzymu nie jest koniecznością i zaprzepaści okazję szybkiego zgnieceni wojsk niemieckich, którym uda się ocalić istotną część swoich sił, stanowi jednak poważny chwyt propagandowy, symbolizujący unicestwienie Paktu Trzech.
Numer 63: Bitwa pod Falaise
Gdyby kontrowersyjna decyzja generała Bradleya nie powstrzymała amerykańskiej armii w oczekiwaniu na połączenie z armią kanadyjską, istniała wielka szansa na zgniecenie niemieckiej 7 Armii w „kotle” w okolicach Falaise. Kilka dni zwłoki pozwoliło Niemcom na ewakuację ich sił...
Numer 64: Wyzwolenie Paryża
Armia aliancka kontynuuje swoje postępy w kierunku stolicy Francji. Na wieść o jej zbliżaniu się do granic miasta, w Paryżu wybucha powstanie. Kilka dni zrywu powstańczego stanie się dumą paryżan, pozwalając im zakończyć okupację ze świadomością walki o wyzwolenie. Czołgi 2 Dywizji Pancernej generała Leclerca dotrą do paryskich rogatek 24 sierpnia 1944 roku. Okupacyjna administracja miasta pozbawiona zostanie władzy.
Numer 65: Operacja Market Garden
„Market Garden” była największą operacją powietrznodesantową w historii II wojny światowej. Miała ona na celu zmiażdżyć stacjonujące w Holandii jednostki niemieckie oraz przełamać linię Zygfryda. Jej porażka naraziła naczelne dowództwo alianckie na poważne zarzuty kierowane pod jego adresem.
Numer 66: Zdławienie powstania warszawskiego
Zgodnie z dyrektywą Hitlera Warszawa miała być zmieciona z powierzchni ziemi. Dzielnica za dzielnicą, Niemcy metodycznie likwidowali opór powstańców, bacząc, by odizolować od siebie walczące przyczółki. Wobec braku jakichkolwiek posiłków z zewnątrz, dalszy opór przeradzał się w samobójczą walkę...
Numer 67: Tajne bronie
Ograniczona ilościowo postanowieniami traktatu wersalskiego armia niemiecka rozpoczyna intensywne badania nad nowymi typami broni. Zaawansowanie techniczne III Rzeszy, pomimo trudnych warunków badań, jest ogromne. Jednak wcielenie rezultatów przeprowadzonych doświadczeń w życie, jak i użycie śmiercionośnych wynalazków na wielką skalę wymaga czasu, którego brakuje osaczonym Niemcom Hitlera...
Numer 68: Mariany
W celu definitywnego przejęcia japońskiego węzła komunikacyjnego na Marianach, Amerykanie rozpoczynają desant na trzy główne wyspy archipelagu. Płynąca z odsieczą garnizonowi flota japońska ponosi kolejną porażkę.
Numer 69: Jugosławia
Już nazajutrz po podpisaniu kapitulacji Jugosławii na jej terenie pojawiają się oddziały konspiracyjne. Niemiecka inwazja i okupacja przyczynia się do rozwoju podziemnych organizacji o skrajnie różnych poglądach ideologicznych, które maja na celu przywrócenie krajowi wolności i nadanie mu profilu politycznego zgodnego z wyznawanymi ideami. Przywódcą jednego z ugrupowań jest Josip Broz – „Tito”...
Numer 70: Walki w Finlandii
Finlandia stanowiła w oczach Stalina niebezpieczeństwo w przypadku konfliktu z III Rzeszą. Gdyby została sojusznikiem Hitlera, stałaby się groźną bazą dla niemieckich wypadów w głąb ZSRR. Stalin usiłuje temu zapobiec, atakując ja po raz pierwszy w 1939 roku. Konsekwencje tego kroku zaważą na decyzjach politycznych i wojskowych podejmowanych przez Finlandię w ciągu lat trwania II wojny światowej.
Numer 71: Indonezja i Indochiny
II wojna światowa na Dalekim Wschodzi wyzwoliła falę ruchów narodowościowych. Problem zamorskich terytoriów, jaki pojawia się wraz z przystąpieniem do wojny europejskich mocarstw kolonialnych, okaże się dylematem, który – choć wykroczy daleko poza wytyczone przez historię ramy konfliktu – swe źródło mieć będzie właśnie w walkach o określenie wpływów na niezmierzonych obszarach Azji.
Numer 72: Wojna rumuńsko-węgierska
W przedostatnim roku II wojny światowej Węgry i Rumunia dzielić będą los ich dotychczasowego sprzymierzeńca – III Rzeszy. NA nic nie zdadzą się wysiłki, by zmienić sojuszników i przyłączyć się do obozu zwycięzców. Dyplomatyczne manipulacje Niemiec i ZSRR rozpalą zadawnione waśnie, rzucając oba narody w wir wojny o Transylwanię...
Numer 73: Ardeny
W obliczu nieuchronnie zbliżającej się klęski Hitler podejmuje decyzję o przeprowadzeniu decydującej kontrofensywy. Niemieckie kontrnatarcie w Ardenach zapewnić ma powstrzymanie pochodu wojsk alianckich i niedopuszczenie do ich wkroczenia na terytorium Rzeszy...
Numer 74: Opanowanie Węgier
W obliczu radzieckiej ofensywy, nieuchronnie zbliżającej się do granic Węgier, regent Horthy rozpaczliwie szuka sojuszników w oficjalnie wrogim obozie aliantów. Nie uda mu się jednak zapobiec ani zaprowadzonemu przez „Strzałokrzyżowców” terrorowi, ani taktyce prowadzonej przez Armię Czerwoną, ani opanowaniu kraju przez ZSRR...
Numer 75: Wojna w powietrzu
Opanowanie przestrzeni powietrznej nieprzyjaciela przez lotnictwo, bombardowanie strategiczne czy wsparcie z powietrza jednostek lądowych to nowe taktyki, jakie mają doprowadzić do całkowitego załamania oporu przeciwnika. Użycie lotnictwa na frontach II wojny światowej potwierdziło dodatkowo prowadzenie jej jako „wojny totalnej”...
Numer 76: Polska konspiracja
Konspiracja na terenie okupowanej Polski była nie tylko koniecznością, ale warunkiem przetrwania i odzyskania niepodległości. Jej zalążki pojawiły się już w przeczuciu możliwej agresji Niemiec na Polskę, a w miarę upływu czasu ogarnęła ona lwią część społeczeństwa Rzeczypospolitej.
Numer 77: Wyzwolenie stolic Europy
Ofensywa aliantów, niezależnie od tego, czy szła od wschodu, czy od zachodu, stawiała sobie wśród celów także ten najbardziej symboliczny: Opanowanie stolicy państwa, do którego wkraczała. Paryż, Wiedeń, Budapeszt, Bukareszt, Berlin, Praga... Sztandar, jaki zawisł nad nimi w dniu wyzwolenia, zdeterminował ich przyszłość na długie lata....
Numer 78: Alianci przekraczają Ren
Marzec 1945 roku przyniósł kolejny etap alianckiej ofensywy na kontynencie europejskim. Przekroczenie Renu definitywnie załamało niemiecką obronę na froncie zachodnim. Jedno po drugim, niemieckie miasta oddawały się w ręce aliantów. Los Niemiec był już przesądzony.
Numer 79: Zwycięstwo na Filipinach
W kilka lat po opuszczeniu Manili przez wojska amerykańskie, gen. MacArthur dopełnił danego wówczas przyrzeczenia. W końcu 1944 roku wojska amerykańskie ponownie opanowały Filipiny, wyzwalając je spod japońskiej okupacji.
Numer 80: Obozy koncentracyjne
Niemieckie imperium koncentracyjne podporządkowane zostało – pod czujnym okiem Himmlera i zgodnie z wytycznymi Hitlera – ścisłym regułom podlegającym ideologii narodowego socjalizmu. Hierarchia w nim panująca miała tylko usprawnić działalność owej bezprecedensowej machiny ludobójstwa.
Numer 81: Kolaboracja
W podbitych przez Rzeszę państwach Europy współpraca z okupantem przybierała różne formy. Wspólnym jej wykładnikiem była jednak za każdym razem chęć podporządkowania się zarządzeniom zwycięzcy w nadziei wyciągnięcia z kolaboracji jak największych korzyści – jak twierdzili sami kolaboranci – dla kraju.
Numer 82: Okinawa
Okinawa. Miała być ostatnim bastionem przed planowaną inwazją na Wyspy Japońskie. Stała się grobem dla ponad 100.000 Japończyków i 12.500 Amerykanów. Straty poniesione podczas jej zdobywania dodały argumentów zwolennikom bomby atomowej. Zresztą bezpardonowe metody walki sprawiły, że już dawno przestano traktować Japończyków jak ludzi...
Numer 83: Wojna na morzu
Po przystąpieniu do walki Japonii i Stanów Zjednoczonych wojna, prowadzona pierwotnie o opanowanie szlaków komunikacyjnych na Atlantyku, ogarnęła również Ocean Spokojny. Bitwy o panowanie na wodach na stałe wpiszą się w pejzaż II wojny światowej jako jeden z decydujących teatrów operacyjnych.
Numer 84: Wał Pomorski i Kołobrzeg
Silne zgrupowanie wojsk niemieckich na Pomorzu stanowiło potencjalne zagrożenie dla szybko posuwającej się do przodu Armii Czerwonej. W takiej sytuacji przełamanie Wału Pomorskiego i zdobycie miasta-twierdzy Kolberg stało się koniecznością. Ów symboliczny odwet za Westerplatte powierzony został I Dywizji Wojska Polskiego.
Numer 85: Wojna pancerna
Opracowana na podstawie doświadczeń wyniesionych z I wojny światowej doktryna wojny pancernej lata swej chwały przeżyła na frontach Europy, Związku Radzieckiego i Afryki Północnej. Niemiecka przewaga bezpośrednio związana była z wyposażeniem jednostek w broń pancerną i ze ścisłym współdziałaniem wszystkich typów wojsk.
Numer 86: Ruch oporu w Europie
Po pewnym szoku spowodowanym błyskawicznym jej opanowaniem, Europa zmobilizowała się, by – mimo hitlerowskiego kańczuga – sprzeciwić się prawom ustalonym przez władze okupacyjne. Każde państwo w większym lub mniejszym stopniu może poszczycić się walką o niepodległość toczona tak piórem, jak i czynną działalnością konspiracyjną.
Numer 87: Rzesza wzięta w dwa ognie
Ani niemiecka kontrofensywa w Ardenach, ani rozpaczliwe przerzucanie posiłków z frontu na front, ani powszechna mobilizacja większości społeczeństwa w szeregach „Volksturmu” nie były już w stanie odwrócić biegu historii. Los Rzeszy był przesądzony. Wzięta w dwa ognie, broniła się resztkami sił, świadoma, że moment kapitulacji zbliża się nieuchronnie.
Numer 88: Oddziały specjalne
„Rangersi”, „avengersi”, „marines”, „Fliegerdivision”, cichociemni, „Special Air Service”... „Zielone diabły”, „Nocne diabły” ...Elitarne jednostki bojowe weszły do historii owiane na poły mitem wspaniałości, na poły nimbem przygody. Ich pełne ryzyka misje przyczyniły się do niejednego zwycięstwa – tak po jednej, jak i po drugiej stronie frontu.
Numer 89: Przemysł wojenny i gospodarka
Przekształcenia gospodarcze, jakimi uległ cały świat podczas trwania II wojny światowej, na trwałe zakłócą ekonomie wszystkich państw, biorących w niej udział. Spadek konsumpcji, wzrost produkcji zbrojeniowej, rozwój technologiczny położą podwaliny pod przyszłą rekonstrukcję ekonomii światowej. Na razie jednak wysiłkowi wojennemu podporządkowane są wszystkie społeczności.
Numer 90: Bitwa o Berlin
Mimo desperackich walk o utrzymanie terytorium Rzeszy, niemiecka obrona definitywnie się załamała. Zagrożenie, wiszące nad sercem III Rzeszy – Berlinem, zmobilizowało do obrony miasta wszystkich jego mieszkańców. Nie walczyli już w imię idei, a w obronie własnego mienia i w obawie przed bestialstwem żołnierzy Armii Czerwonej.
Numer 91: Wojsko Polskie w Wielkiej Brytanii
Przygotowania do planowanego przez aliantów lądowania na wybrzeżach Francji pozwalały żołnierzom z Polskich Sił Zbrojnych na Zachodzie żywić nadzieję, że wkrótce przyjdzie im walczyć o wyzwolenie Polski na kontynencie europejskim. Reorganizacja Wojska Polskiego zgodnie z założeniami aliantów napotkała jednak na wiele przeszkód, związanych głównie z planowanym podziałem wpływów w Europie.
Numer 92: Praga – ostatni bastion
Powstanie w Pradze nie przyczyniło się bynajmniej do jej wyzwolenia rękami jej mieszkańców. Skierowane przez Niemców do obrony miasta wojska Rosyjskiej Armii Wyzwoleńczej pod dowództwem Własowa, świadome tragicznej sytuacji w jakiej się znajdowały, walczyły o utrzymanie stolicy Czech nawet po podpisaniu kapitulacji sił niemieckich.
Numer 93: Japonia pod bombami
Bombardowaniom strategicznym przeprowadzanym na Japonię przez amerykańskie załogi bombowe przyświecał ten sam cel, co nalotom alianckim na Rzeszę. Tym razem jednak drewniana zabudowa japońskich miast w połączeniu z niespotykaną w Europie gęstością zaludnienia przyczyniło się do większego niż spodziewany sukcesu przyjętej strategii.
Numer 94: Imperium SS
W ciągu kilku lat z garstki „Czarnych Koszul” SS przerodził się w potężną siłę policyjną, która siała postrach tak w samej Rzeszy, jak i na okupowanych przez nią terenach. Sipo, Kripo, Orpo, Gestapo, SD czy Waffen SS kontrolowała aparat partyjny i aparat bezpieczeństwa, uciekając się do wszelkich – nawet najokrutniejszych – metod.
Numer 95: Hiroszima i Nagasaki
6 sierpnia 1945 roku Hiroszima. 9 sierpnia 1945 roku Nagasaki. Dwie daty, które definitywnie zmieniły oblicze świata, siejąc postrach i udowadniając, że postęp techniczny może obrócić się przeciwko temu, którego jest dziełem. Kapitulacja Japonii podpisana została 2 września 1945 roku zamykając największy i najbardziej krwawy konflikt zbrojny w dziejach ludzkości.
Numer 96: Propaganda
W latach II wojny światowej potężne narzędzie walki, jakim jest propaganda, rozrosło się do niespotykanych dotychczas rozmiarów. Wykorzystanie wszelkich dostępnych środków przekazu do kształtowania postaw i schematów myślowych odegrało niepoślednią rolę tak we wspomaganiu wysiłku wojennego walczących państw, jak i w stosunku do przyszłego kształtu świata.
Numer 97: Losy Armii Polskiej na Zachodzie
Zakończeniu działań wojennych w Europie towarzyszyło jednocześnie zaognienie kłopotliwej sytuacji Polskich Sił Zbrojnych na Zachodzie podległych dowództwu brytyjskiemu. Alianci zachodni, ulegając żądaniom Stalina, rozpoczęli kroki w kierunku rozwiązania „problemu”, jakim stały się owe oddziały, dowodzone przez ludzi, którzy nie uznawali kompromisu z komunizmem.
Numer 98: Wielkie tajemnice I
Odyseja ORP „Orzeł” tak dalece weszła do legendy polskiej Marynarki Wojennej i II wojny światowej, że stała się osnową filmu. Mozolne przedzieranie się polskiego okrętu wojennego z Tallinna ku gościnniejszym wodom zaimponowało nawet Brytyjczykom, którzy przyznali mu należne miejsce w swej flocie.
Numer 99: Wielkie tajemnice II
Przedwczesny rajd na Dieppe w 1942 r. posłużył swym doświadczeniem przyszłym operacjom na kontynencie europejskim. Jego niepowodzenie, spowodowane błędną ocena sytuacji, okupione ciężkimi stratami w szeregach armii kanadyjskiej, zapisało jeszcze jedna tragiczna kartę w dziejach operacji powietrznodesantowych.
Numer 100: Bilans II wojny światowej
II wojna światowa to nie tylko 50 milionów ofiar, nie tylko obozy koncentracyjne i obozy zagłady, nie tylko bomba atomowa, nie tylko terytorialne okrojenie Polski i zmiany ustrojowe... To przede wszystkim ostrzeżenie, do jakich propozycji mogą uróść konflikty międzynarodowe.
Numer 101: Nowa Europa
Teheran, Jałta, Poczdam. Trzy miasta, trzy konferencje, trzy mocarstwa, Stany Zjednoczone, Wielka Brytania, Związek Radziecki. Prawdziwie Wielka Trójka, której decyzje przyczyniły się do określenia politycznego i gospodarczego wizerunku świata na dziesięciolecia.
Numer 102: Proces Norymberski
Proces Norymberski zapoczątkował serię toczących się przez kilka lat rozliczeń z narodowym socjalizmem. Żadne z późniejszych posiedzeń sądu nie spotkało się z takim odgłosem na arenie międzynarodowej, jak owo symboliczne wymierzanie sprawiedliwości tym, którzy przez kilka lat uważali się za panów świata.
Numer 103: Afryka – droga ku niezależności
Kontynent afrykański nie oparł się konsekwencjom II wojny światowej. Poza aktywnym uczestnictwem w konflikcie światowym północnej jego części, wstrząsany pierwszymi, jeszcze nieśmiałymi ruchami narodowowyzwoleńczymi Czarny Ląd rozpoczął walkę o niezależność tak polityczną, jak i ekonomiczną.
Numer 104: Jugosławia – państwo odmienne
Bratobójcze walki w Jugosławii doprowadziły do zwycięstwa komunistycznej partyzantki pod przewodnictwem Józefa Broza – „Tity”. Pierwsze powojenne lata zaowocowały jednak odstąpieniem kraju od radzieckiego modelu komunizmu, co zaskarbiło Jugosławii opinię państwa-odszczepieńca. Nie znaczyło to bynajmniej, że stała się państwem demokratycznym.
Numer 105: Indochiny
Podczas gdy europejskie mocarstwa z trudem próbowały podźwignąć się z szoku II wojny światowej i odzyskać nadszarpnięty prestiż, w kolonialnych imperiach narastały niepodległościowe tendencje. Wojna w Indochinach rozpocznie proces dezintegracji francuskiego imperium na Dalekim Wschodzie
Numer 106: Wojna cywilna w Grecji
Wojna w Grecji nie zakończyła się wraz z opuszczeniem jej przez wojska Wehrmachtu. Walka o władzę między zwolennikami komunizmu a żołnierzami wspierającymi grecki rząd emigracyjny i9 króla Jerzego II przez kilka lat nękała i tak już doświadczony latami okupacji kraj. Wsparcie udzielone przez Wielką Brytanię pozwoliło na rozwiązanie konfliktu i na określenie przyszłego kształtu Hellady.
Numer 107: Plan Marshalla
Plan Marshalla, zgodnie z założeniami USA, miał wesprzeć finansowo doświadczoną latami wojny Europę. Ważne miejsce zajmowała w nim odbudowa Niemiec, które – wobec wrastającego napięcia między ZSRR a demokracjami europejskimi – jawić się poczęły jako potencjalna bariera zabezpieczająca przed rozpanoszeniem się komunizmu na Zachodzie.
Numer 108: W podzielonych Niemczech
Podział pokonanych Niemiec na strefy okupacyjne wydawał się jedyną gwarancją zapobieżenia powtórzenia się sytuacji z okresu międzywojennego. Czterej alianci nie żywili jednak wzajemnych złudzeń – Moskwa coraz bardziej dążyła do bezwarunkowego podporządkowania sobie podlegającej jej strefy. Aż do przeprowadzenia granicy, która na lata podzieliła Niemcy na dwa wrogo do siebie nastawione państwa.
Numer 109: Chiny – ofensywa komunistyczna
Pierwsze namiastki wojny domowej w Chinach sięgają końca lat dwudziestych. Okupacja japońska chwilowo przyćmiła i osłabiła wewnętrzne rozbieżności pomiędzy Komunistyczną Partią Chin Mao Tse-tunga i nacjonalistycznym Kuomintangiem. Wraz z kapitulacją Japonii starcia obu stron przybrały na sile. Zwycięstwo komunistów zostało ukoronowane 1 października 1949 roku proklamacją Chińskiej Republiki Ludowej.
Numer 110: W orbicie ZSRR
Trzem europejskim sojusznikom III Rzeszy: Węgrom, Rumunii i Bułgarii nie udało się uniknąć wciągnięcia ich w orbitę wpływów Związku Radzieckiego. Poza interesem politycznym, olbrzymią rolę odegrał tu również interes gospodarczy, a zwłaszcza opanowanie rumuńskich złóż ropy naftowej, tak cennych niegdyś dla niemieckich planów wojskowych.
Numer 111: Indie
II wojna światowa to także podzwonne dla wielkich imperiów kolonialnych. Osłabienie mocarstw europejskich w połączeniu ze wzmożonymi ruchami niepodległościowymi zaowocowało rozpadem dotychczasowych układów gospodarczych. Samorządność nie jest jednak równoznaczna z jednomyślnością, jak świadczy o tym przykład wielomilionowych Indii.
Numer 112: Powstanie Izraela
Wysiłki w kierunku utworzenia państwa izraelskiego zostały ukoronowane 14 maja 1948 roku proklamowaniem Izraela. Nie znaczy to bynajmniej, że problem koegzystencji Palestyńczyków i Żydów na terytorium przyznanemu Izraelowi został uregulowany, bowiem plan podziału Palestyny został powitany przez społeczność arabską z nieukrywaną wrogością.
Numer 113: Pucz w Czechosłowacji
Pozornie niezależna Czechosłowacja, której początkowo udało się uniknąć tak radykalnego przejęcia władzy, jakie miało miejsce w innych państwach kontrolowanych przez ZSRR, niedługo utrzymała swą swobodę. Przewrót polityczny roku 1948 nie tylko doprowadził do dymisji prezydenta Benesza, ale zaowocował definitywnym przejęciem władzy przez Komunistyczną Partię Czechosłowacji.
Numer 114: Berlin roku 1948
Próba sił, jaką Związek Radziecki narzucił zachodnim mocarstwom na dowód przyjętej przez siebie linii politycznej, odbiła się również na podzielonych na sektory okupacyjne Niemczech. Blokada Berlina w 1948 roku, zamiast zmusić Zachód do uległości, pogłębiła tylko przepaść dzielącą oba coraz bardziej wrogie sobie obozy.
'Numer 115: Wojna w Palestynie
'
Akceptacja nowo proklamowanego państwa Izrael bynajmniej nie przebiegała tak pokojowo, jak życzyliby sobie tego jego twórcy. Wojna palestyńsko-izraelska wycisnęła swe piętno na całej polityce świata arabskiego, a jej konsekwencje dają się odczuć po dziś dzień. Nurtom ścierającym się ze sobą od chwili powołania do życia ruchu syjonistycznego, długo jeszcze przyjdzie szukać płaszczyzny porozumienia.
Numer 116: Indonezja
Osłabienie europejskich mocarstw kolonialnych przez II wojnę światową nie pozostało bez konsekwencji w podlegających im państwach. Rozpad Imperium Brytyjskiego czy utrata przez Holandię Indii Holenderskich zmusiły dotychczasowe mocarstwa do szukania nowych dróg rozwoju. Indonezja należała do pierwszych państw, które rozpoczęły walkę o niepodległość.
Numer 117: Ameryka Południowa
Teoretycznie wobec wydarzeń II wojny światowej Ameryka Południowa, związana ze Stanami Zjednoczonymi licznymi deklaracjami lojalności, opowiedziała się za swym północnym sąsiadem. W praktyce jednak sympatie wielu społeczeństw Ameryki Południowej chyliły się ku popieraniu nazistów, a powojenna polityka Stanów Zjednoczonych w połączeniu z licznymi kryzysami gospodarczymi doprowadziło do krwawych wojen domowych i do przejęcia władzy przez dyktatury.
Numer 118: Irlandia
Irlandzkie wysiłki uniezależnienia wyspy od brytyjskich wpływów zostały ukoronowane sukcesem, który na dłuższą metę okazał się zaledwie połowiczny. Podział Irlandii na dwa państwa, z których jedno nadal pozostawać miało ściśle związane z Korona Brytyjską, w połączeniu z polityką supremacji ludności protestanckiej nad katolicką mniejszością kraju, doprowadzą do terroryzmu, który do dziś napiętnuje wyspę.
Numer 119: Wojna w Korei
Wojna w Korei podzielonej na dwa wrogo nastawione do siebie państwa – Koreę Północną i Koreę Południową – przerodziła się w kilkuletnią walkę, której polityczny zasięg daleko przekroczył granice tego niewielkiego azjatyckiego państwa. Symboliczne starcie komunistycznego Wschodu i kapitalistycznego Zachodu w pierwszym rzędzie budził niepokój w znajdujących się w łudząco podobnej sytuacji politycznej Niemczech.
Numer 120: Aneksja Tybetu
Wysiłki Tybetu, by utrzymać wywalczoną zbrojnie niezawisłość i powiększyć grono tych państw azjatyckich, które – nigdy nie będąc koloniami – umacniały swą państwowość, zniweczyła jego aneksja przez sąsiadujące Chiny. Miejsce istniejących instytucji państwowych zajęła wierna Pekinowi administracja popierana przez wojsko. Tożsamość Tybetu skazana została na zagładę...